# لورل و هاردی
لورل و هاردی (انگلیسی: Laurel and Hardy) یک زوج کمدی در اوایل دوران سینمای کلاسیک هالیوود در سینمای آمریکا بودند که از استن لورل انگلیسی (۱۸۹۰–۱۹۶۵) و اولیور هاردی آمریکایی (۱۸۹۲–۱۹۵۷) تشکیل شده بود. آنها کار خود را در دوران سینمای صامت آغاز کردند و سپس با موفقیت در «سینمای ناطق» ادامه دادند. این دو به خاطر کمدی بزن‌بکوب بی‌نظیر خود از اواخر دهه ۱۹۲۰ تا اواسط دهه ۱۹۵۰، شهرت بین‌المللی داشتند و لورل در نقش رفیقِ دست‌وپا چلفتی و زودباورِ هاردیِ زورگو و پرطمطراق ظاهر می‌شد. آهنگ اصلی و مشهور فیلم‌های آنها که با نام‌های «آواز فاخته»، «کو-کو» یا «رقص فاخته‌ها» (اثر آهنگساز هالیوود ماروین هتلی) شناخته می‌شود، در تیتراژ آغازین فیلم‌هایشان شنیده می‌شد و همچون کلاه بولر لبه‌دارشان به نمادی آشنا تبدیل شد.
لورل و هاردی قبل از شروع کارشان به‌عنوان یک تیم هنری، در شغل و حرفه سینمایی خود به‌خوبی جا افتاده بودند و اعتباری برای خود کسب کرده بودند. لورل در بیش از ۵۰ فیلم بازی کرده بود، و به عنوان نویسنده و کارگردان هم فعالیت داشت و هاردی در بیش از ۲۵۰ فیلم نقش‌آفرینی نموده بود. هر دوی آنها در فیلم سگ خوشبخت (۱۹۲۱) بازی کرده بودند، اما در آن زمان هنوز با هم همکاری نداشتند. آنها نخستین بار در سال ۱۹۲۶ و پس از امضای قراردادهای جداگانه‌ای با استودیوی فیلم هال روچ در یک فیلم کوتاه در کنار هم ظاهر شدند. سپس در سال ۱۹۲۷ و با بازی در فیلم کوتاه صامت شلوار پوشاندن به فیلیپ رسماً به یک تیم کمدی مبدل شدند. لورل و هاردی تا سال ۱۹۴۰ با روچ قرارداد داشتند و سپس از سال ۱۹۴۱ تا ۱۹۴۵ در هشت فیلم کمدی درجه ب برای فاکس قرن بیستم و مترو-گلدوین-مایر بازی کردند. پس از پایان دادن به تعهدات سینمایی خود در اواخر سال ۱۹۴۴، آنها تمرکز خود را بر اجرای نمایش‌های زنده تئاتری بر روی صحنه گذاشتند و تور هنری نمایش‌های سنتی بریتانیایی را در انگلستان، ایرلند، ولز و اسکاتلند آغاز کردند. این زوج هنری در سال ۱۹۵۰ در آخرین فیلم خود به نام آتول کا بازی کردند که محصول مشترک فرانسه و ایتالیا بود.
لورل و هاردی در ۱۰۷ فیلم از جمله ۳۲ فیلم کوتاه صامت، ۴۰ فیلم کوتاه صدادار و ۲۳ فیلم بلند نقش‌آفرینی کردند. آنها همچنین در ۱۲ فیلم بازیگر مهمان بودند یا حضوری افتخاری داشتند، از جمله در فیلم تبلیغاتی کهکشان ستارگان در سال ۱۹۳۶ میلادی. تنها حضور تلویزیونی آنها در آمریکا، در ۱ دسامبر ۱۹۵۴ و هنگامی بود که رالف ادواردز آن دو را غافلگیر نموده و با خود به محل ضبط برنامهٔ زنده این زندگی شماست در شبکه ان‌بی‌سی برد و زندگی حرفه‌ای و شخصی آنان را در این برنامه مرور کرد. از دهه ۱۹۳۰، آثار آنها بارها در سالن‌های تئاتر، سینما، تلویزیون، ویدئوهای خانگی ۸ و ۱۶ میلی‌متری، مجموعه‌های فیلم بلند منتشر شده‌است. در سال ۲۰۰۵، یک نظرسنجی از کمدین‌های حرفه‌ای در بریتانیا، این زوج هنری را در رتبه هفتم برترین کمدین‌های تمام دوران قرار داد. یک سازمان رسمی بین‌المللی به نام پسران صحرا به زندگی و آثار لورل و هاردی می‌پردازد. این سازمان، نام خود را از یک انجمن برادری خیالی در فیلم کمدی پسران صحرا (۱۹۲۹) می‌گیرد.

## آغاز کار پیش از تشکیل تیم هنری

### استن لورل
استن لورل (۱۶ ژوئن ۱۸۹۰ – ۲۳ فوریه ۱۹۶۵) با نام اصلی آرتور استنلی جفرسون در اولرستون، در لانکاشر واقع در انگلستان، در خانواده ای تئاتری به دنیا آمد. پدرش، آرتور جوزف جفرسون، یک کارآفرین تئاتر و صاحب سالن نمایش در شمال انگلستان و اسکاتلند بود که همراه با همسرش، یکی از چهره‌های معتبر این هنر بودند. در سال ۱۹۰۵، خانواده جفرسون به گلاسکو نقل مکان کردند تا به نقطه اتکای اصلی حرفه خود یعنی «سالن نمایش متروپل» نزدیک شوند، و لورل یک ماه مانده به جشن تولد ۱۶ سالگی‌اش، در اولین نمایش خود در سالن تئاتری در گلاسکو به نام بریتانیا پانوپتیکون بازی کرد. پدرش آرتور جفرسون، اولین شغل بازیگری لورل را در «گروه تئاتر نوجوانان لوی و کاردول»، که در زمینه اجرا پانتومیم‌های کریسمس تخصص داشتند، تضمین کرد. در سال ۱۹۰۹، لورل توسط کمدین برجسته بریتانیا، فرد کارنو، به عنوان بازیگر مکمل و بازیگر ذخیره چارلی چاپلین استخدام شد. لورل در مورد کارنو گفت: «هیچ‌کس مثل او نبود. او همتایی نداشت. نام او مساوی با فروش خوب در گیشه بود.»
در سال ۱۹۱۲، لورل به همراه گروه فرد کارنو، انگلستان را به مقصد ایالات متحده آمریکا ترک کرد. لورل انتظار داشت که این تور، وقفه‌ای دلپذیر پیش از بازگشتش به لندن باشد. با این حال، او تصمیم گرفت در ایالات متحده بماند. در سال ۱۹۱۷، لورل با می دالبرگ به عنوان یک زوج بازیگری در تئاتر و سینما همراه شد. آنها تحت ازدواج کامن لا با هم زندگی می‌کردند. در همان سال، لورل دراولین فیلم خود تحت عنوان کله‌پوک‌ها در ماه مه با دالبرگ همبازی شد. در حین این همکاری، لورل کم‌کم از نام هنری استن لورل استفاده کرد و نام خود را به‌طور قانونی در سال ۱۹۳۱ بدان تغییر داد. دالبرگ می‌خواست در همه فیلم‌های لورل نقشی داشته بود و طبیعت پر تب‌وتاب و متلاطمش، کار کردن با او را دشوار کرده بود. مشاجرات این دو در اتاق رختکن معروف بود. گفته شد که جو راک تهیه‌کننده سینما به دالبرگ پول داد تا لورل را ترک کند و به زادگاهش استرالیا بازگردد. در سال ۱۹۲۵ لورل به عنوان کارگردان و نویسنده به استودیوی فیلم هال روچ پیوست. از مه ۱۹۲۵ تا سپتامبر ۱۹۲۶، نام او در حداقل ۲۲ فیلم به عنوان نویسنده یا کارگردان دیده می‌شود. لورل قبل از همکاری با هاردی در بیش از ۵۰ فیلم برای تهیه‌کنندگان مختلف ظاهر شد. پیش از آن، موفقیت‌های او در حد متوسطی باقی ماند. برای تهیه‌کنندگان، نویسندگان و کارگردانان سخت بود که برای شخصیت او نقشی در نظر بگیرند، زیرا مخاطبان آمریکایی او را یا به‌عنوان یک «دزد خل‌وچل» یا مقلد چارلی چاپلین می‌شناختند.

### اولیور هاردی
اولیور هاردی (۱۸ ژانویه ۱۸۹۲–۷ اوت ۱۹۵۷) با نام اصلی نورول هاردی در هارلم، جورجیا به دنیا آمد. در اواخر نوجوانی، هاردی یک خواننده محبوب تئاتر بود و یک سالن سینما به نام «پالاس» را در میلجویل، جورجیا اداره می‌کرد؛ سینمایی که تا حدی، توسط مادرش تأمین مالی می‌شد. او برای نام هنری خود، از نام کوچک پدرش استفاده کرد و خود را «اولیور نورول هاردی» خواند، در حالی که نام مستعار او در دنیای واقعی «اُلی» (Ollie) و «بیب» (Babe) بود. نام مستعار «بیب» از یک آرایشگر ایتالیایی در نزدیکی استودیو لوبین در جکسون‌ویل، فلوریدا وام گرفته شده بود، که صورت هاردی را با پودر تالک می‌مالید و می‌گفت «خوب شد، بیبی!» بازیگران و همکاران هاردی در شرکت لوبین، این تکیه‌کلام آرایشگر را تقلید کردند و هاردی در فیلم‌های اولیه‌اش به عنوان «بیب هاردی» (Babe Hardy) معروف شد.
دیدن فیلم‌های کمدی، به هاردی انگیزه داد تا خودش کار کمدی را شروع کند و در سال ۱۹۱۳ با استودیو لوبین در جکسون‌ویل، فلوریدا به عنوان کارگر خدمات آغاز به کار کرد. کارش در ابتدا، کمک به آوردن و بردن چراغ‌ها، وسایل صحنه و کاری خرد دیگر بود، و به‌تدریج به‌عنوان منشی فیلمنامه هنر سینما را آموخت. در همین زمان بود که هاردی با همسر اولش، مادلین سالوشن، ازدواج کرد. در سال ۱۹۱۴، نام او در اولین فیلمش به نام «بابای زرنگ» به صورت «بیب هاردی» ثبت شده‌است. بین سال‌های ۱۹۱۴ و ۱۹۱۶، هاردی ۱۷۷ فیلم کوتاه به نام هنری «بیب» با ویم کامدی کامپنی ساخت که همگی تا پایان سال ۱۹۱۷ اکران شدند. هاردی ثابت کرد که همه‌فن‌حریف است و از ایفای قهرمانان، تبهکاران و حتی شخصیت‌های زن بر می‌آید، و کارگردانان و تهیه‌کنندگان همواره برای ایفای نقش‌های مکمل، شخصیت منفی در کمدی‌ها یا نقش‌های فرعی ثانوی دنبالش بودند. او به مدت ۱۰ سال در نقش‌هایی به یاد ماندنی با بیلی وست مقلد چارلی چاپلین و کمدین برجسته و مشهور آن روزگار همکاری کرد و در فیلم‌های کمدی‌های جیمی اوبری، لری سمون و چارلی چیس هم بازی کرد. در مجموع، هاردی در بیش از ۲۵۰ فیلم کوتاه صامت نقش‌آفرینی نمود، که تقریباً ۱۵۰ مورد آن‌ها فیلم گمشده محسوب می‌شود. او در طول جنگ جهانی اول به دلیل جثه بزرگش از خدمت سربازی معاف شد. در سال ۱۹۱۷، پس از فروپاشی صنعت فیلم فلوریدا، هاردی و همسرش مادلین به کالیفرنیا نقل مکان کردند تا به دنبال فرصت‌های جدید باشند.

## تاریخچه فعالیت تیمی به صورت لورل و هاردی

### هال روچ
هال روچ چگونگی تبدیل لورل و هاردی به یک تیم کمدی را چنین شرح داد: هاردی برای استودیوی روچ (و دیگران) کار می‌کرد که هال روچ لورل را در وودویل می‌بیند و وی را دعوت به همکاری می‌کند. لورل چشمان آبی بسیار روشنی داشت و روچ متوجه شد که به دلیل فناوری محدود سینما در آن روزگار، چشمان لورل به درستی فیلم‌برداری نخواهد شد – رنگ آبی به صورت سفید در فیلم‌ها ثبت می‌شود. این مشکل در اولین فیلم صامت مشترک آنها، سگ خوشبخت مشهود است، فیلمی که سعی شد با گریم سنگین روی چشمان لورل، مشکل را جبران کنند. برای حدود یک سال روچ، لورل را به عنوان نویسنده در استودیوی خود به کار گماشت. سپس فیلم پان‌کروماتیک ساخته شد. آنان دوباره از لورل تصویربرداری کردند و متوجه شدند که مشکل برطرف شده‌است. لورل و هاردی سپس در یک فیلم کنار هم قرار گرفتند و معلوم شد که به خوبی یکدیگر را تکمیل می‌کنند. تیم‌های کمدی معمولاً از یک آدم جدی و یک آدم بامزه تشکیل می‌شدند، اما این دو، هر دو کمدین بودند. با این حال، هر کدام می‌دانستند که چگونه در مواقعی که فیلمنامه ایجاب می‌کرد، نقش آدم جدی را بازی کنند. روچ می‌گوید: «همیشه می‌توانستید یک کلوزآپ از صورت هرکدام‌شان بگیرید و واکنش آنها در آن لحظه، برای ایجاد خنده ای دیگر مناسب بود.»

### سبک کمدی و شخصیت‌پردازی

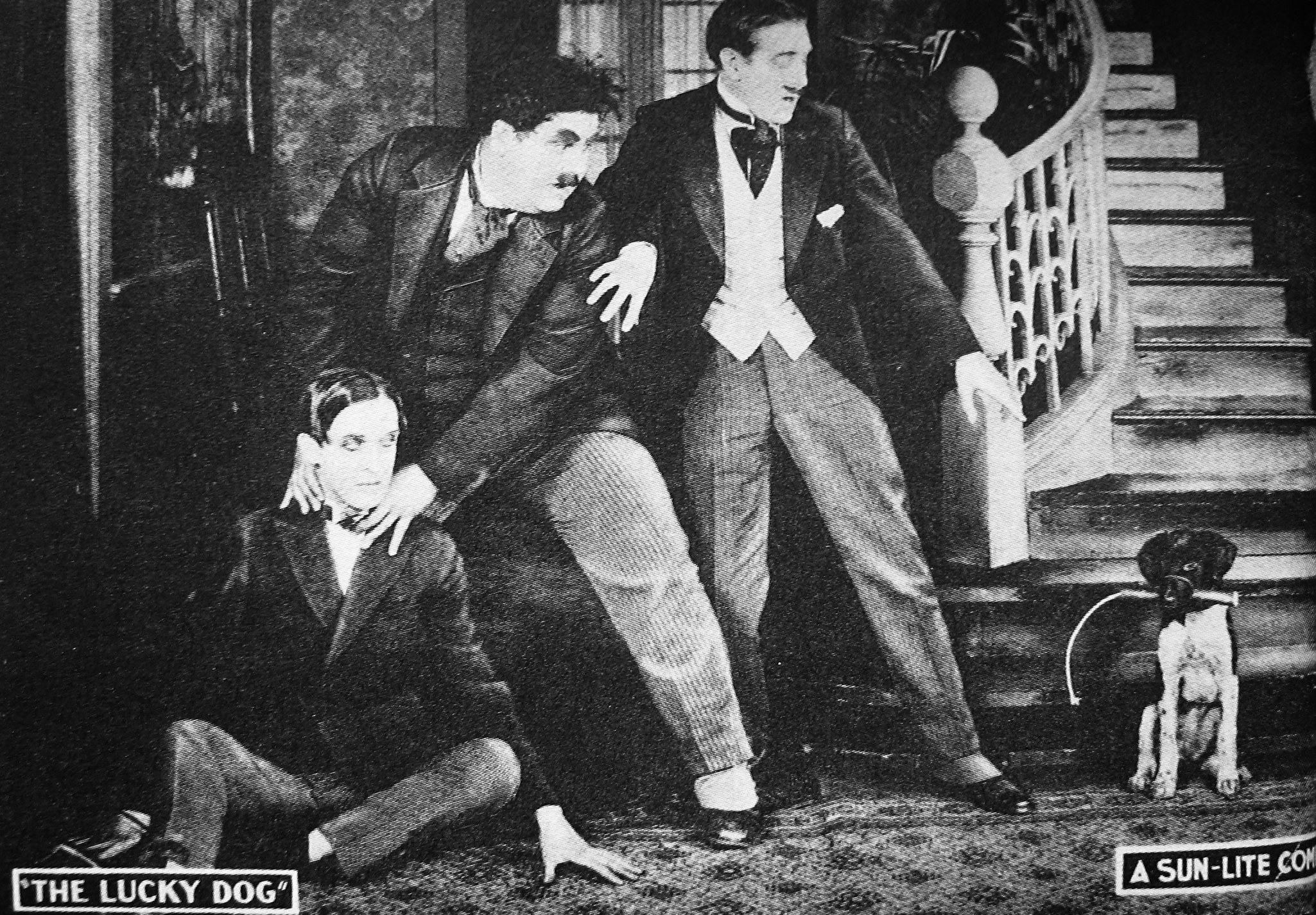
لورل و هاردی در سگ خوشبخت (۱۹۲۱)

شوخ‌طبعی و طنز لورل و هاردی بسیار بصری بود و از کمدی اسلپ‌استیک برای تأکید استفاده می‌شد. شخصیت آنها در فیلم اغلب مشاجرات فیزیکی کاملاً پیچیده‌ای داشتند که با خشونتی طنزآمیز همراه بود. بی عرضگی و بدبیاری آنها مانع از پیشرفت و ترقی‌شان -حتی در ساده‌ترین کارها - می‌شد. بسیاری از کمدی‌های آنها، «چلاندن» یک شوخی است؛ جایی که یک ایده یا موقعیت ساده طنز، مبنایی را برای شوخی‌ها و خوشمزگی‌های متعدد و مداوم می‌شد، بدون آنکه از یک روایت تعریف شده پیروی شود.
استن لورل قد و وزن متوسطی داشت، اما در کنار اولیور هاردی، که در عنفوان جوانی ۱۸۵ سانتی‌متر قد و ۱۲۷ کیلوگرم وزن داشت نسبتاً کوچک و نحیف به نظر می‌رسید. برای تقویت این تضاد طبیعی، از تغییر جزئیات مو و لباس آنها هم استفاده شد. لورل بغل و پشت موهای خود را کوتاه نگه می‌داشت اما موهای بالای سرش (فرق سر) را بلند می‌کرد تا یک جلوه «موهای آدمِ وحشت‌زده» ایجاد کند. به‌طور معمول، در مواقع شوک یا ترس، او چهره‌اش را در هم می‌کشید تا مثلاً نشان دهد که در شرفِ گریه است و به‌طور همزمان با دست‌هایش موهای سرش را بالا می‌کشید. در مقابل، موهای نازک هاردی با فرهای کوچک روی پیشانی اش ریخته بود و سبیل مسواکی داشت. لورل برای شبیه‌سازی گام‌های فردی که کف پایش صاف است، پاشنه‌های کفش خود را برداشته بود. هر دو کلاه بولر لبه‌دار به سر می‌گذاشتند که کلاه لورل، باریک‌تر از هاردی بود و لبه‌های آن صاف‌تر بود. لباس‌های معمولی شخصیت‌ها، نیازمند پیراهن‌های یقه کراواتی بود و هاردی کراواتی می‌پوشید که وقتی خجالتی و معذب بود، آن را می‌چرخاند. لورل پاپیون می‌زد. کت تکی هاردی کمی کوچک بود و با یک دکمه، به زور بسته می‌شد تا چاقی او بیشتر نمایان شود، در حالی که کتِ چهار دکمهٔ لورل گشاد و بزرگتر از سایز خودش بود.
یک روال رایج، دعواها و کشمکش‌های «این به آن در» با یک رقیب یا فرد مدعی بود. ممکن بود این فرد همسرانشان باشد – که نقش‌شان توسط می بوش، آنیتا گاروین، یا دافنی پولارد ایفا می‌شد – یا یک همسایه باشد که بیشتر چارلی هال یا جیمز فینلِـیسون بودند. لورل و هاردی به‌طور تصادفی به اموال شخصی آسیب می‌رساندند و شخصِ متضرر، با خراب کردن چیزی که متعلق به لورل یا هاردی است، تلافی می‌کرد. پس از وارسی خسارت‌های وارده با خونسردی تمام، یکی از طرفین «آزاردیده» چیز دیگری برای تخریب پیدا می‌کرد و درگیری تا جایی بالا گرفت که هر دو طرف، به‌طور همزمان وسایل طرف مقابل را درب و داغان می‌کردند. نمونهٔ اولیه این روال در فیلم کوتاه کلاسیک کسب‌وکار حسابی (۱۹۲۹) رخ می‌دهد، که در سال ۱۹۹۲ به فهرست ملی ثبت فیلم اضافه شد. فیلم کوتاه دیگری که حول چنین درگیری و مشاجره‌ای می‌گردد، این به آن در (۱۹۳۵) است.
یکی از بهترین روال‌های رایج گفت‌وگویی آنها، روال «یه بار دیگه بهم بگو» بود. لورل یک ایده واقعاً هوشمندانه را به هاردی ارائه می‌داد و هاردی پاسخ می‌داد: «یه بار دیگه بهم بگو». لورل سپس سعی می‌کرد این ایده را دوباره بازگو کند، اما به دلیل گیجی و فراموشکاری، حرف‌های نامفهوم و نامربوطی می‌زد. هاردی، که پیش‌تر ایده اصلی لورل را - آنهم با توضیح و بیانی روشن – نفهمیده بود، اینبار نسخه درهم ریخته و چپ‌اندرقیچی آن را به خوبی درک می‌کرد. در حالی که بخش اعظم کمدی‌های آنها بصری بود، اما هر از چند گاهی، گفتگوهای طنز جالبی میان آنها در فیلم‌های ناطق شان صورت می‌گرفت به عنوان مثال:

خواب می‌دیدم که بیدارم، ولی از خواب پریدم و دیدم که خوابم! (لورل در فیلم اولیور هشتم)

هاردی: میخوام ازدواج کنم.
لورل: با کی؟
هاردی: خب معلومه با یک زن… مگه تو کسی رو دیدی که با یک مرد ازدواج کنه؟
لورل: آره
هاردی: کی؟
لورل: خواهرِ من!

هاردی: به نظرم شیر بز برات خوبه.
لورل: بز ماده یا نر؟
هاردی: آخه ابله؛ مگه بز نر هم شیر میده؟
لورل: آره اگه بهش فشار بیاری؛ پنیر هم میده!

هاردی: استن پدرت چیکاره بود؟
لورل: تو کار چوب بود. البته به صورت محدود.
هاردی: یعنی دقیقاً چیکار می‌کرد؟
لورل: خلال‌دندون می‌فروخت!

لورل: عموم از توی یه دریچه افتاد پایین و گردنش شکست.
هاردی: داشت خونه می‌ساخت؟
لورل: نه داشتن دارش می‌زدند!

در برخی موارد، کمدی آنها به سبک سورئال شانه می‌زد، سبکی که لورل آن را «جادوی سفید» می‌نامید. به عنوان مثال در فیلم به‌سوی غرب محصول ۱۹۳۷، لورل مشت خود را گره کرده و تنباکو را طوری در آن می‌ریزد که گویی پیپ است. سپس انگشت شست خود را به سمت بالا تکان می‌دهد، گویی دارد یک فندک را روشن می‌کند. انگشت شست او مشتعل می‌شود و او در واقع «پیپ» خود را روشن می‌کند. هاردی که از دیدن این صحنه شگفت‌زده شد، تلاش ناموفقی برای تکرار آن در طول فیلم می‌کند. پس از چند تلاش، سرانجام موفق شد، اما از انگشت شست آتش‌گرفته خود وحشت می‌کند. لورل این شوخی را در فیلم کله‌پوک‌ها در سال ۱۹۳۸ نیز تکرار کرد که در فیلم سبب بهت و حیرت هاردی می‌شود. این بار، این شوخی این گونه پایان می‌یابد که کبریتی که لورل از آن استفاده کرده، خودبه‌خود دوباره روشن می‌شود و هاردی آن را داخل شومینه می‌اندازد که با صدای بلندی منفجر می‌شود.
در فیلم‌ها، به‌جای نشان دادن صحنه‌های دردآور گرفتاری‌های هاردی، مثل افتادن از پله‌ها یا کتک خوردن توسط اراذل و اوباش، بیشتر از جلوه‌های صوتی ضرب و شتم استفاده می‌شد تا مخاطب بتواند این آشفتگی‌ها را تجسم کند. فیلم ملوانان، مراقب باشید! (۱۹۲۷) برای هاردی فیلم مهمی بود زیرا دو نماد خاص و ماندگار نقش‌هایش در این فیلم تکوین یافت. اولین مورد «وررفتن با کراوات و چرخاندن آن» برای نشان دادن خجالت‌زدگی‌اش بود. هاردی در حین بازیگری یک سطل آب به صورتش پاشیده شده بود. او گفت: «می‌دانستم قرار است آب روی صورتم بپاشند، اما در آن لحظه خاص انتظارش را نداشتم. از نظر ذهنی من را گیج کرد و تمرکزم را از دست دادم و دیگر نمی‌دانستم حرکت بعدی‌ام چیست؛ بنابراین کراوات را به شکلی عجیب و غریب تکان دادم؛ برای نشان دادن دست‌پاچگی و خجالت، در عین حالی که سعی می‌کردم دوستانه به نظر برسم.» دومین نماد ماندگار او «نگاه به دوربین» بود، جایی که او دیوار چهارم را می‌شکند و با درماندگی، مستقیماً به تماشاگران خیره می‌شود. هاردی گفت: «من باید آزرده خاطر و دلخور به نظر می‌رسیدم، بنابراین مستقیماً به دوربین خیره شدم و آن حس بیزاری و آزردگی‌ام را رو به دوربین نشان دادم.» در زندگی واقعی، شخصیت لورل و هاردی کاملاً برعکس آن چیزی است که بر پرده سینما و در فیلم‌هایشان دیده می‌شود: لورل «مرد ایده‌پرداز» و سخت‌کوش تیم و هاردی مردی خونسرد و آسان‌گیر بود.

### تکیه‌کلام‌ها
معروف‌ترین تکیه‌کلام لورل و هاردی این بود: «بفرما، اینم یک دردسرِ خوبِ دیگه که برام درست کردی!» این عبارت قبلاً توسط دابلیو. اس. گیلبرت در میکادو (۱۸۸۵) و «دوک بزرگ» (۱۸۹۶) استفاده شده بود. این تکیه‌کلام نخستین بار در سال ۱۹۳۰ توسط هاردی در فیلم پرونده قتل لورل-هاردی مورد استفاده قرار گرفت. در فرهنگ عامه، این عبارت غالباً به اشتباه به صورت «خب، اینم یک افتضاحِ حسابیِ دیگه که منو گرفتارش کردی!» نقل می‌شود که هرگز توسط هاردی به کار گرفته نشد – این سوء تفاهمی است که از عنوان فیلم دیگر آنها یک افتضاح حسابی نشات می‌گیرد. وقتی هاردی این عبارت را در فیلم می‌گفت، واکنش همیشگی و نمادین لورل این بود که بغض می‌کرد، موهایش را با دست بالا می‌کشید و می‌گفت: «خب، نمی‌تونستم جلوشو بگیرم…»، سپس هق‌هق می‌کرد و حرف‌های دری‌وری و نامفهومی می‌زد.
گاهی تغییراتی در نحوهٔ بیان این عبارت داده می‌شد. به عنوان مثال، در فیلم پیامدهای کارهای گذشته، اُلی با بی‌حوصلگی به استن می‌گوید: «بفرما…» و استن ادامه می‌دهد: «اینم یه یک دردسرِ خوبِ دیگه که برات درست کردم.» در فیلم‌های غلیظ‌تر از آب و ترمیم‌کنندگان زناشویی از عبارت «بفرما، اینم یک سطل خوب دیگهٔ ماهی که منو توش ترشی کردی!» استفاده شده‌است. در نخاله‌ها در دریا، این عبارت تبدیل به «بفرما، اینم یک سطلِ کف‌صابونِ خوب دیگه که منو انداختی توش!» شده اشت. از این عبارت در شکل اصلی و درست خود، در آخرین دیالوگ واپسین فیلم این دو آتول کا استفاده شد.
در لحظات پریشانی یا ناامیدی خاصی، هاردی اغلب فریاد می‌زد: «چرا کاری برای کمک به من انجام نمی‌دی؟»، در حالی که لورل با درماندگی کنارش ایستاده بود.
"دوووه!" عبارت جالب دیگری بود که توسط هاردی و بازیگر سبیلوی اسکاتلندی جیمز فینلِـیسون که در ۳۳ فیلم لورل و هاردی نقش آفرینی نمود، استفاده شد. هاردی این عبارت را در اولین فیلم ناطقشان به نام ما عادت نداریم (۱۹۲۹) استفاده کرد، زمانی که همسرش در فیلم، یک صفحه گرامافون را در سرش خرد می‌کند. عبارتی که بیانگر تعجب، ناشکیبایی یا ناباوری است. این تکیه کلام الهام بخش تکیه کلام «دوه» شخصیت هومر سیمپسون (با صداپیشگی دن کستلانتا) در انیمیشن دنباله دار سیمپسون‌ها بود.

### فیلم‌ها
نخستین باری که لورل و هاردی با هم در یک فیلم ظاهر شدند سگ خوشبخت بود، ولی با هم همبازی نبودند و نقش‌های جداگانه‌ای داشتند. جزئیات تولیدِ این فیلم نامشخص است، اما مورخ فیلم «بو برگولوند» تاریخ ساخت آن را بین سپتامبر ۱۹۲۰ و ژانویه ۱۹۲۱ می‌داند. طبق مصاحبه‌هایی که این زوج هنری در دهه ۱۹۳۰ انجام دادند، آشنایی آنها در آن مقطع اتفاقی بود و هر دو، نخستین فیلم مشترک خود را به‌کلی فراموش کرده بودند. در این فیلم، شخصیت لورل با یک سگ ولگرد دوست می‌شود که او را از یک انفجار دینامیت نجات می‌دهد. شخصیت هاردی یک جیب‌بر است که تلاش می‌کند از لورل دزدی کند. آنها بعداً قراردادهای جداگانه‌ای با استودیو هال روچ امضا کردند و سپس در فیلم ۴۵ دقیقه از هالیوود در سال ۱۹۲۶ ظاهر شدند.
هال روچ را اثرگذارترین فرد در شکل‌گیری زوج هنری لورل و هاردی و تکوین حرفه سینمایی آنان می‌دانند. او آنها را گرد هم آورد و این دو بیش از ۲۰ سال برای روچ کار کردند. چارلی راجرز که سال‌ها همکاری نزدیکی با این سه نفر داشت گفت: «اگر لورل، هاردی و روچ در مکان و زمان مناسب سر راه هم قرار نمی‌گرفتند، امروزه زوج هنری لورل و هاردی را هم نداشتیم.» اولین فیلم «رسمی» مشترک آنها شلوار پوشاندن به فیلیپ نام داشت که در ۳ دسامبر ۱۹۲۷ منتشر شد. در این فیلم لورل در نقش فیلیپ، یک اسکاتلندی جوان بازی می‌کرد که با دامن اسکاتلندی پر زرق و برقی به ایالات متحده آمریکا می‌آید و بابت این دامن اسکاتلندی‌اش دچار مشکلات ناگواری می‌شود. عمویش با بازی هاردی سعی می‌کند او را وادار به پوشیدن شلوار کند. همچنین در سال ۱۹۲۷، این زوج در نبرد قرن بازی کردند که یک فیلم کوتاه کلاسیک شامل پرتاب بیش از ۳۰۰۰ کیک خامه ای در یک دعوای خیابانی است. ابتدا گمان می‌رفت که این فیلم، یک فیلم گمشده باشد، اما در سال ۲۰۱۵ یک نسخه از آن کشف شد.

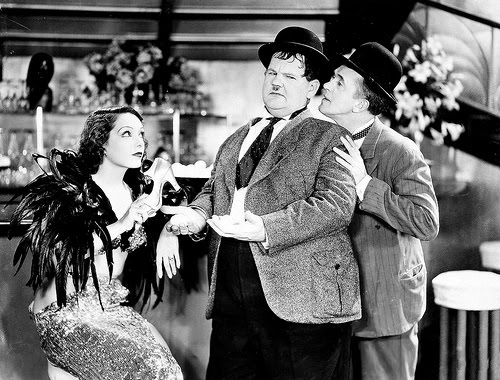
لورل و هاردی به همراه لوپه بلز در صحنه‌ای از جشن هالیوود (۱۹۳۴)

لورل در گفتگویی با جان مک‌کیب، زندگی‌نامه‌نویس این زوج هنری گفت: «در میان تمام سوالاتی که از ما پرسیده می‌شود، بیشترین سؤال این است که چگونه با هم آشنا شدیم؟ من همواره توضیح می‌دهم که این یک برخورد معمولی و طبیعی بود.» لورل و هاردی کاملاً تصادفی با هم آشنا شدند و بدون راهنمایی و هدایت رشد و پیشرفت کردند. در سال ۱۹۲۶، هر دو عضوی از یک گروه از بازیگران به نام «روچ کامدی آل استار» بودند که در تعداد زیادی فیلم برای استودیوهای هال روچ بازی می‌کردند. نقش‌های لورل و هاردی به تدریج پررنگ‌تر و با اهمیت‌تر شدند، در حالی که نقش‌های ستاره‌های همکارشان خردتر و کمتر می‌شد، چرا که دیگر لورل و هاردی بازیگران بزرگی به‌شمار می‌رفتند. تشکیل تیم هنری آنها به پیشنهاد لئو مک‌کری انجام شد که مدیر ناظر تولید در سال‌های ۱۹۲۷ تا ۱۹۳۰ بود. مک‌کری همچنین در کند شدن رفتار و حرکات کمدی آن‌ها در فیلم‌هایشان اثرگذار بود که از یک سرعت دیوانه‌وار در دوران صامت به یک بازی متعادل و طبیعی‌تر در سال‌های بعدی ختم شد. این فرمول به قدری خوب کار کرد که لورل و هاردی در ۳۰ سال آینده همان شیوه و شخصیت‌پردازی را پیش گرفتند.
گرچه روچ نویسندگان و کارگردانانی مانند اچ.ام. واکر، لئو مک‌کری، جیمز پروت و جیمز دبلیو هورن را در فیلم‌های لورل و هاردی به کار می‌گرفت، اما لورل که پیشینه شایان ذکری در نویسندگی کمدی داشت، اغلب تمام سکانس‌ها و فیلمنامه‌ها را بازنویسی می‌کرد. او همچنین گروه بازیگران و گروه تولید را تشویق به بداهه‌پردازی می‌کرد، سپس در حین تدوین، فیلم را با دقت بازبینی و بررسی می‌کرد. تا سال ۱۹۲۹، لورل نویسنده اصلی این زوج کمدی بود و گفته می‌شود که جلسات نگارش فیلم‌نامه، به طرز شاد و خنده‌آوری آشفته و درهم برهم بود. استن پیوسته با سه یا چهار نویسنده فیلم نامه دیگر رقابتی از نوع «کی می تونه این کارو بهتر از همه انجام بده؟» داشت. او در مصاحبه‌ای گفت: «روی هم رفته، نوشتن شوخی‌ها و صحنه‌های کمدی حسابی مشکل و چالش‌برانگیز بود، به ویژه برای یکی مثل من که در این راه، کلی زمین‌خورده‌ام. فکر می‌کنم واقعاً استحقاق پولی رو که در میارم داشته باشم». لورل سرانجام چنان درگیر تولیدات فیلم‌های آن‌ها شد که بسیاری از تاریخ‌دانان و علاقمندان سینما او را کارگردانی بی‌مزد و مواجب می‌دانند. او گروه سازنده لورل و هاردی را بدون توجه به اینکه چه کسی روی صندلی کارگردانی نشسته‌است، اداره می‌کرد، اما هرگز سعی نکرد صلاحیت و اقتدار خود را نمایش داده و بر آن پافشاری کند. روچ خاطرنشان کرد: «لورل رهبری تولید مجموعه را بر عهده داشت. با هر کارگردانی، اگر لورل می‌گفت «من این ایده را دوست ندارم»، کارگردان نمی‌گفت «خب، باید شما به هر حال انجامش بدی» این [دیدگاه و نظر قاطع لورل] را همه کارگردانان قبول کرده بودند» از آنجایی که لورل پیشنهادهای زیادی در جریان ساخت فیلم می‌داد دیگر کار زیادی برای کارگردان معتبر باقی نمی‌ماند.

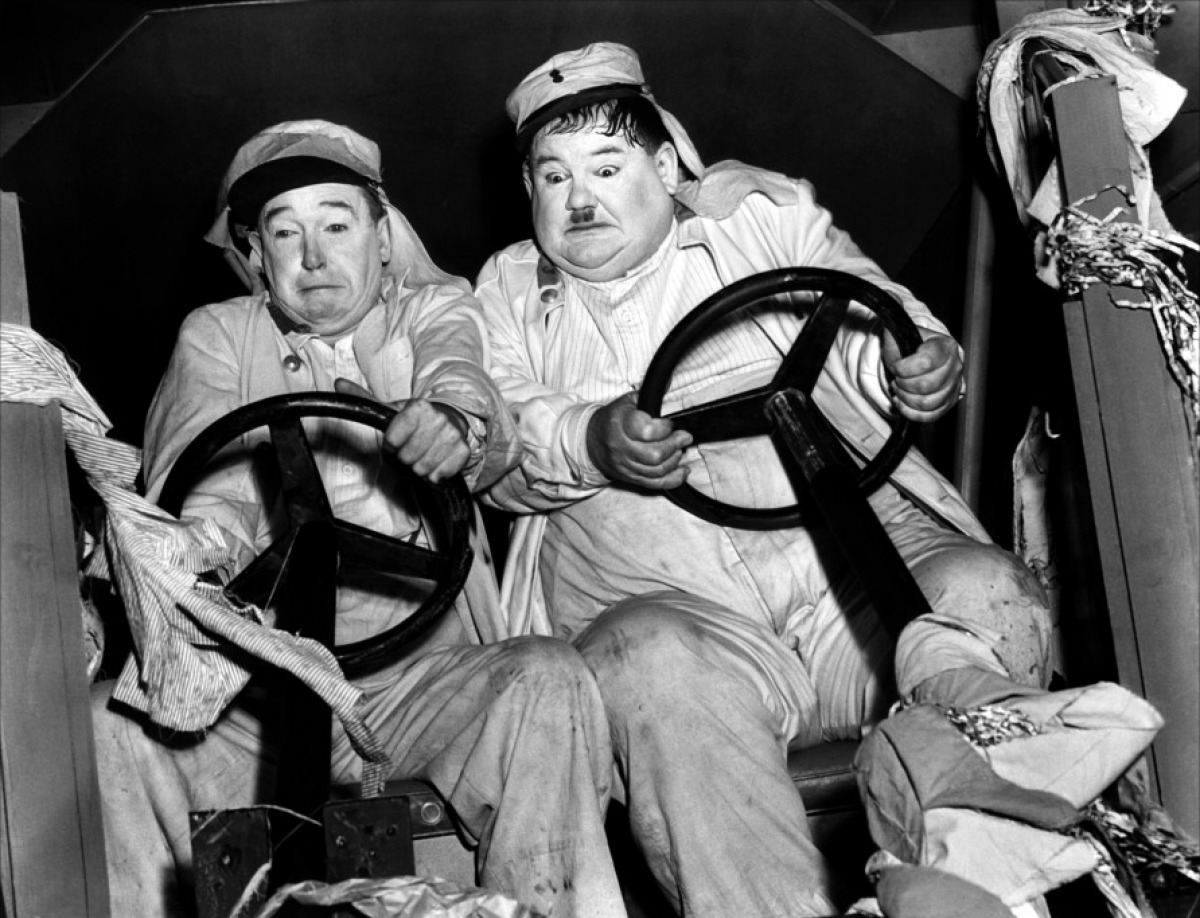
لورل و هاردی در صحنه‌ای از فیلم شیطان‌های پرنده (۱۹۳۹)

در سال ۱۹۲۹ دوران صامت سینما رو به پایان بود. بسیاری از بازیگران فیلم صامت نتوانستند گذار موفقی به دوران جدید فیلم‌های صدادار و ناطق داشته باشند — برخی به این دلیل که احساس می‌کردند مهارت‌شان در انتقال داستان با زبان بدن، بی‌نیاز از صدا و گفتار است و برخی دیگر به این دلیل که صدای‌شان برای این رسانه جدید مناسب تلقی نمی‌شد. با این حال، افزودن دیالوگ‌های گفتاری در مورد لورل و هاردی بسیار کارساز از آب درآمد. هر دو تجربه تئاتری زیادی داشتند و می‌توانستند از صدای خود برای جلوه‌های خوشایند کمدی استفاده کنند. فیلم‌های آنها همچنان دارای طنز بصری فراوانی بود. به این ترتیب، آن‌ها گذار بی‌دردسر و آسانی به اولین فیلم صدادار خود، ما عادت نداریم (۱۹۲۹) داشتند (که نامش از عبارت رایج «ما به سخنرانی در جمع، عادت نداریم» برگرفته شده‌است). دیالوگ آغازین فیلم، با نقیضه لورل و هاردی از نحوه حرف زدن آهسته و معذب بازیگران اولیه فیلم‌های ناطق شروع می‌شود که بعدها مبدل به یک روال عادی در فیلم‌هایشان شد و مرتب از این شیوه استفاده می‌کردند.
اولین فیلم بلند لورل و هاردی ما را ببخشید (۱۹۳۱) بود. یک سال بعد، جعبه موسیقی، که داستان آن حول محور بردن یک پیانو به انتهای یک راه‌پله طولانی بود، برنده جایزه اسکار برای بهترین فیلم کوتاه اکشن زنده شد. با آنکه که جعبه موسیقی یکی از شناخته‌شده‌ترین فیلم‌های این دو نفر است، فیلم صامت کسب‌وکار حسابی آنها در سال ۱۹۲۹ تحسین‌شده‌ترین فیلم آنهاست. در این فیلم لورل و هاردی فروشندگان دوره‌گرد درخت کریسمس هستند که با شخصیتی که جیمز فینلیسون بازی می‌کند وارد یک نبرد کلاسیک «این به اون در» می‌شوند که در نهایت خانه و ماشین طرفین درب و داغان می‌شود. کسب‌وکار حسابی در سال ۱۹۹۲ به عنوان یک گنجینه ملی به فهرست ملی ثبت فیلم ایالات متحده آمریکا افزوده شد. پسران صحرا (۱۹۳۳) را اغلب بهترین فیلم بلند لورل و هاردی می‌دانند.
تعدادی از فیلم‌های لورل و هاردی با صحبت کردن آنان به زبان‌های اسپانیایی، ایتالیایی، فرانسوی یا آلمانی دوباره فیلم‌برداری شدند. داستان فیلم مشابه نسخه‌های انگلیسی‌زبان باقی ماندند، اما بازیگران مکمل اغلب به افرادی که به زبان مورد نظر صحبت می‌کردند، تغییر کردند. نه لورل و نه هاردی نمی‌توانستند به این زبان‌ها صحبت کنند، اما جملات فیلمنامه را به زبان‌های مورد نظر و به صورت آوایی حفظ می‌کردند و طی فیلمبرداری ارائه می‌کردند و مربی صدا و بیان هم داشتند. فیلم ما را ببخشید (۱۹۳۱) به هر چهار زبان خارجی فیلمبرداری شد. کله‌پا، هیجان‌زده و مهارنشدنی و بزرگ باش! در نسخه‌های فرانسوی و اسپانیایی بازسازی شدند. شب‌زنده‌داران به دو زبان اسپانیایی و ایتالیایی و زیر صفر و پیامدهای کارهای گذشته به زبان اسپانیایی هم ساخته شدند.
بچه‌ها در شهر اسباب‌بازی هنوز هم در آمریکا پای ثابت تلویزیون در تعطیلات کریسمس است. هنگام مصاحبه، هال روچ با دلخوری و تلخی در مورد این فیلم و رفتار لورل صحبت کرد. لورل از طرح داستان ناراضی بود و پس از یک مشاجره، اجازه یافت که فیلم را به شیوه خود بسازد. این شکاف و نزاع به روابط روچ و لورل لطمه زد تا جایی که روچ گفت که پس از این فیلم، دیگر تمایلی به تولید فیلم‌های لورل و هاردی ندارد. با این وجود، ارتباط آنها برای شش سال دیگر ادامه یافت.
سرانجام لورل و هاردی به امید به دست آوردن استقلال هنری بیشتر از هال روچ جدا شدند و با استودیوهای قرن بیستم در ۱۹۴۱ و مترو گلدوین مایر در سال ۱۹۴۲ قرارداد امضا کردند. با این حال، شرایط کاری آنها اکنون کاملاً متفاوت بود: آنها صرفاً به عنوان هنرپیشه استخدام شده بودند و به واحد تولید فیلم‌های درجه ب در هر دو استودیو منتقل شدند و در ابتدا اجازه نداشتند مانند همیشه، در نگارش فیلمنامه‌ها یا مراحل تولید فیلم‌ها مشارکت یا بداهه‌پردازی کنند. هنگامی که فیلم‌های آنها محبوبیت پیدا کرد، استودیوها به آنها اجازه دخالت بیشتری دادند و لورل و هاردی تا پایان سال ۱۹۴۴ در هشت فیلم بازی کردند. آنها با بودجه ای بین ۳۰۰٬۰۰۰ تا ۴۵۰٬۰۰۰ دلار، میلیون‌ها دلار سوددهی در گیشه برای این دو شرکت فیلم‌سازی به ارمغان آوردند. فیلم‌های فاکس آنقدر سودآور بودند که این شرکت با وجود متوقف کردن تولید فیلم‌های درجه ب، به ساخت کمدی‌های لورل و هاردی ادامه داد.
این زوج کمدی پرمشغله تصمیم گرفتند سال ۱۹۴۶ را به استراحت اختصاص دهند، اما در سال ۱۹۴۷ اولین تور هنری اروپایی خود را پس از ۱۵ سال انجام دادند. قرار بود فیلمی بر اساس داستان «رابین هود» در طول این تور هنری ساخته شود که البته محقق نشد. در سال ۱۹۴۷، لورل و هاردی در بازگشایی یکی از مسیرهای راه‌آهن رامنی، هایت و دیمچرچ شرکت کردند و در آنجا به نفع مردم و شخصیت‌های عالی‌رتبه محلی، به بداهه‌پردازی‌های کمدی با یک لوکوموتیو بخار پرداختند.
در سال ۱۹۴۸ و پس از بازگشت به آمریکا، لورل به دلیل بیماری مدتی از کار حرفه‌ای کنار کشید و به مدتی قادر به فعالیت نبود. او هاردی را تشویق کرد بیکار نماند و به تنهایی به کار بازیگری ادامه دهد. دوست هاردی، جان وین، او را برای بازی در فیلم مبارز اهل کنتاکی محصول کمپانی ریپابلیک پیکچرز استخدام کرد و بینگ کرازبی نقش کوچکی در فیلم سوارکاری در اوج به کارگردانی فرانک کاپرا به او داد.
در سال‌های ۱۹۵۰–۱۹۵۱، لورل و هاردی آخرین فیلم بلند خود را با هم ساختند، آتول کا یک محصول مشترک فرانسوی-ایتالیایی به کارگردانی لیو ژوانون بود که دچار گرفتاری‌هایی چون موانع زبانی، دردسرهای تولید و مشکلات جدی جسمانی هر دو بازیگر شد. وقتی که لورل پیش‌نویس نهایی فیلمنامه را دریافت کرد، احساس کرد محتوای سیاسی سنگین آن، بر کمدی سایه افکنده‌است. لورل بدون وقفه فیلمنامه را بازنویسی کرد و برای شوخی‌های بصری آن از کمدین آمریکایی مانتی کالینز کمک گرفت و از دوست قدیمی آمریکایی خود آلفرد جی. گلدینگ نیز خواست تا صحنه‌های مربوط با بازی لورل و هاردی را کارگردانی کند. در طول فیلمبرداری، هاردی دچار کاهش وزن سریع و شدیدی شد و ضربان قلب نامنظم پیدا کرد و لورل هم دچار عوارض دردناک پروستات گردید. منتقدان از خط داستانی، دوبله انگلیسی و ظاهر بیمارگونه لورل ناخرسند بودند. این فیلم در اولین اکرانش موفقیت تجاری نداشت و به کار سینمایی لورل و هاردی پایان داد. آتول کا در نهایت با انتشار مجدد در کشورهای دیگر به سوددهی رسید. در سال ۱۹۵۴، یک توزیع کننده آمریکایی ۱۸ دقیقه از این فیلم را حذف کرد و آن را با نام «یوتوپیا» (آرمان‌شهر) منتشر کرد که شناخته‌شده‌ترین نسخه فیلم است و به‌طور گسترده در سینما و ویدیوهای خانگی منتشر شده‌است.
پس از پایان یافتن آتول کا در آوریل ۱۹۵۱ لورل و هاردی به آمریکا بازگشتند و بقیه سال را به استراحت پرداختند. استن در یک فیلم خبری صامت تلویزیونی با عنوان «قرار شنا» ظاهر شد و نقش یکی از گردانندگان یک مسابقه محلی را در کالیفرنیا ایفا نمود.
بیشتر فیلم‌های لورل و هاردی به جا مانده و امروزه همچنان منتشر می‌شود. سه فیلم از ۱۰۷ فیلم آنها گمشده تلقی می‌شوند و از دهه ۱۹۳۰ به این سو، نسخه کاملی از آن در دسترس نبوده‌است. فیلم صامت دست مریزاد محصول ۱۹۲۷ به کلی ناپدید شده‌است و هیچ نسخه ای از آن موجود نیست. نیمه اول فیلم حالا یکی هم من بگم (۱۹۲۷) نیز گمشده است و نیمه دوم قرار است به صورت ویدیویی منتشر شود. در فیلم موزیکال و تکنی‌کالر آواز یاغی که در سال ۱۹۳۰ ساخته شده، لورل و هاردی در ۱۰ سکانس نقش‌آفرینی کرده‌اند که تنها یکی از آنها با صدا و موسیقی کامل موجود است.

### رادیو
لورل و هاردی حداقل ۲ نمایش آزمایشی برای رادیو ساختند: اولی یک سریال نیم‌ساعته برای شبکه ان‌بی‌سی بر اساس نمایشنامه شاد و کمدی «گواهینامه رانندگی» و یک قسمت آزمایشی دیگر برای ان‌بی‌سی که در سال ۱۹۴۴ ساخته شد.

### سال‌های واپسین
پس از ساخت آتول کا، لورل و هاردی چند ماه مرخصی گرفتند تا به سلامت جسمانی خود رسیدگی کنند. در بازگشت به صحنه نمایش در اروپا در سال ۱۹۵۲، آنها با اجرای طرح کوتاهی از استن لورل به نام «نقطه دردسر»، مجموعه ای از حضورهای عمومی موفق را پشت سر گذاشتند که با استقبال خوبی مواجه شد. یک سال بعد، لورل نمایشی کوتاه با عنوان «کبوتر با کبوتر، باز با باز» نوشت. در ۹ سپتامبر ۱۹۵۳، کشتی آنها به بندر کووْ در ایرلند رسید. لورل نحوه استقبال مردم را در آنجا چنین بازگو کرد:
عشق و محبتی که آن روز در کووْ دریافت یافتیم غیرقابل تصور بود. صدها قایق و کشتی به‌طور همزمان سوت می‌کشیدند و ازدحام جمعیت در اسکله‌ها فریاد می‌زدند. ما اول گیج شده بودیم و نمی‌دانستیم این همه غوغا و هلهله برای چیست و بعد اتفاقی افتاد که هرگز آن را فراموش نخواهم کرد. تمام ناقوس‌های کلیسا در این شهر شروع به نواختن تم آهنگ فیلم‌های ما «رقص فاخته‌ها» کردند و بیب (الیور هاردی) نگاهی به من کرد و هر دو گریه کردیم. هرگز آن روز را فراموش نخواهم کرد. هرگز.

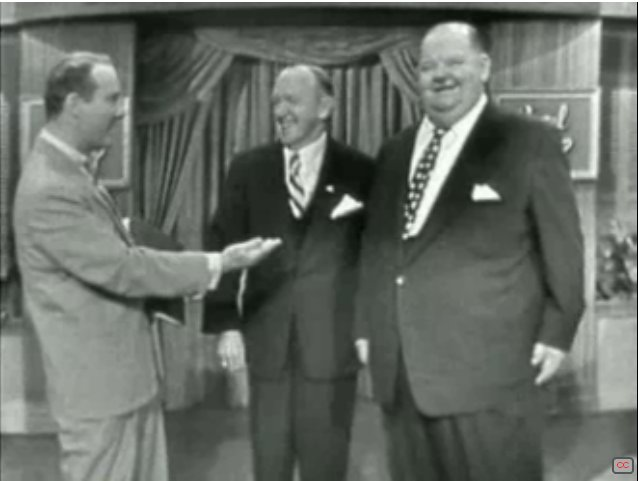
لورل و هاردی در برنامهٔ زندهٔ این زندگی شماست در شبکهٔ تلویزیونی ان‌بی‌سی در۱ دسامبر ۱۹۵۴

در ۱۷ می ۱۹۵۴، لورل و هاردی آخرین اجرای زنده خود را در پلیموث، انگلستان در سالن نمایش پالاس انجام دادند. تنها حضور تلویزیونی لورل و هاردی در آمریکا در ۱ دسامبر ۱۹۵۴ در برنامه زنده این زندگی شماست شبکه ان‌بی‌سی بود که غافلگیرانه توسط رالف ادواردز انجام شد و در این برنامه به مرور زندگی آنان پرداخت و گفتگو کرد. این غافلگیری بدین صورت گرفت که تهیه‌کننده و دوست لورل و هاردی برنارد دلفانت آنها را به بهانه یک جلسه کاری به سوئیت شماره ۲۰۵ هتل نیکرباکر کشانده و مشغول گپ‌وگفت با آنان بود که تیم تولید این برنامه متشکل از فیلمبردار و صدابردار و متصدی پروژکتور و غیره که در آشپزخانهٔ سوئیت مخفی شده بودند، درهای سوئیت را باز کرده و بدون اعلام قبلی وارد اتاق شدند و سپس آنها را به استودیوی برنامه که در همان نزدیکی بود هدایت کردند. ضبط تلویزیونی این برنامه بر روی یک کینسکوپ حفظ شد و بعدها در ویدیوی خانگی منتشر شد. به دلیل استقبال بینندگان از پخش این برنامه، لورل و هاردی مذاکره مجددی با هال روچ جونیور جهت ساخت یک مجموعه برنامه‌های تلویزیونی ویژه رنگی در شبکه ان‌بی‌سی به نام «افسانه‌های لورل و هاردی» داشتند. با این حال، تولید این برنامه‌ها به دلیل مشکلات جسمانی این کمدین‌های سالخورده کنار گذاشته شد. در سال ۱۹۵۵، مجله تی‌وی گاید چندین عکس رنگی از آنها منتشر کرد. آخرین حضور عمومی لورل و هاردی در همان سال و با حضور در یک برنامه تلویزیونی  بی‌بی‌سی دربارهٔ سازمان برادری بریتانیایی «رسته اعظم موش‌های آبی» بود که این زوج هنری طی آن از خاطراتی که با دوستان و همقطاران خود در نمایش‌های و تئاترهای سنتی بریتانیایی داشتند صحبت کردند. آخرین حضور لورل و هاردی در مقابل دوربین در در سال ۱۹۵۶ و در یک فیلم خانگی خصوصی بود که توسط یکی از دوستان خانوادگی‌شان در خانه دختر استن لورل، «لوئیس» در شهر رسیدا کالیفرنیا گرفته شد. این فیلم سه دقیقه‌ای صدا ندارد.
در سال ۱۹۵۶، هاردی ضمن رعایت توصیه‌های پزشکش برای بهبود سلامتی خود به دنبال بیماری قلبی، بیش از ۴۵ کیلوگرم وزن کم کرد؛ اما علیرغم همهٔ مراعات کردن‌ها، چندین بار دچار سکته مغزی شد که باعث کاهش تحرک و اختلال در گفتارش گردید. هاردی با وجود برخورداری از سابقه شغلی طولانی و موفق، مجبور شد خانه‌اش را برای تأمین هزینه‌های پزشکی‌اش بفروشد. او در ۷ اوت ۱۹۵۷ بر اثر سکته مغزی مجدد درگذشت و دوست دیرینه‌اش «باب چترتون» گفت که هاردی در زمان مرگ ۶۳ کیلوگرم وزن داشت. وی را در گورستان والهالا مموریال پارک در نورث هالیوود، لس آنجلس به خاک سپردند. پس از مرگ هاردی، صحنه‌هایی از فیلم‌های آغازین لورل و هاردی بار دیگر در سینماها به نمایش درآمد که در مجموعهٔ گردآوری‌شدهٔ فیلم‌های صامت توسط رابرت یانگسون تحت عنوان عصر طلایی کمدی منتشر شد.
استن لورل در هشت سالِ پایانی عمر خود، از بازیگری امتناع کرد و پیشنهاد استنلی کریمر را برای ایفای یک نقش افتخاری کوتاه در فیلم برجسته او در سال ۱۹۶۳ یعنی دنیای دیوانه، دیوانه، دیوانه، دیوانه رد کرد. در سال ۱۹۶۰، لورل به خاطر مشارکت‌هایش در زمینهٔ فیلم‌های کمدی جایزه اسکار ویژه‌ای دریافت کرد، اما به دلیل وضعیت جسمانی نامناسب نتوانست در مراسم شرکت کند و دنی کی این جایزه را از طرف او پذیرفت. لورل علیرغم اینکه بعد از مرگ هاردی دیگر بر روی پرده سینما ظاهر نشد، اما به چندین فیلمساز کمدی در خلق شوخی‌ها و قطعات کمدی کوتاه کمک کرد. در این مدت بیشتر ارتباط او به صورت مکاتبات کتبی بود و اصرار داشت که به تک‌تک نامه‌های هوادارانش شخصاً پاسخ دهد. در اواخر عمر، او بسیاری از کمدین‌های نسل جدید و افراد مشهور را در خانه‌اش به حضور پذیرفت که از جمله می‌توان به دیک کَـویت، جری لوئیس، پیتر سلرز، مارسل مارسو، جانی کارسون و دیک ون دایک اشاره کرد. جری لوئیس به لورل پیشنهاد داد که به عنوان مشاور کمدی با او همکاری کند اما او قبول نکرد.
دیک ون دایک یکی از هواداران قدیمی لورل بود و سبک کمدی و رقص خود را از سبک لورل وام گرفته بود. وقتی ون دایک شماره تلفن منزل لورل را در «دفترچه عمومی تلفن شهری» پیدا کرد و با او تماس گرفت، لورل او را برای دیداری در یک بعدازظهر دعوت کرد. ون دایک در سالی که استن لورل درگذشت، مجری برنامهٔ تلویزیونی مراسم بزرگداشت او بود.
لورل تا سال ۱۹۶۵ زنده ماند و شاهد علاقه و گرایش مجدد مردم به آثارشان از طریق تلویزیون و احیای فیلم‌های کلاسیک بود. او در ۲۳ فوریه ۱۹۶۵ در سنتا مونیکا، کالیفرنیا درگذشت و در آرامگاه فارست لان مموریال پارک در لس آنجلس به خاک سپرده شد.

## بازیگران نقش‌های مکمل در فیلم‌های لورل و هاردی
فیلم‌های لورل و هاردی شامل گروهی از بازیگران کمدی بود که برخی از آن‌ها پیوسته یا دوره‌ای در فیلم‌هایشان حضور داشتند:
- جیمز فینلِـیسون یک اسکاتلندی کچل و سبیلو که به خاطر برآشفتگی و عصبی بودن، تنگ کردن چشم‌ها و جا خوردن‌هایش معروف بود و در ۳۳ فیلم لورل و هاردی نقش‌آفرینی کرد شد و شاید مشهورترین شخصیت مقابل لورل و هاردی باشد.
- بن ترپین - ستاره لوچ کمدی مک سنت که دو نقش‌آفرینی به‌یادماندنی در فیلم‌های لورل و هاردی داشت.
- تاینی سندفورد - یک بازیگر قد بلند، تنومند و با ابهت بود که نقش شخصیت‌های مقتدر و صاحب اختیار، به ویژه پلیس‌ها را بازی می‌کرد.
- چارلی چیس - ستارهٔ فیلم‌های هال روچ و برادر کارگردان و نویسندهٔ فیلم‌های لورل و هاردی جیمز پروت بود و در ۴ فیلم آنها نقش‌آفرینی کرد.
- هری برنارد - در نقش‌های خردی چون گارسون، ساقی یا پلیس بازی می‌کرد.
- می بوش - بیشتر در نقش «خانم هاردی» پُرابهت و ترسناک ظاهر می‌شد، اما گاهی هم نقش زن‌های اغواگر شهوت‌انگیز را بازی می‌کرد.
- تلما تاد - چندین بار قبل از آغاز دوران حرفه‌ای بازیگری‌اش به عنوان یک کمدین نقش اصلی ظاهر شد.
- چارلی هال - در ۵۰ فیلم بازی کرد و بیشتر نقش رقیب ریزه‌میزه و عصبانی آنا را داشت.
- ادگار کندی - استاد «خشم تدریجی» بود که در چندین فیلم آنان در نقش پلیس، همسایه متخاصم و کینه‌ای یا یک فامیل ظاهر شد.
- دورتی کابرن - در چندین فیلم صامت آغازین لورل و هاردی بازی کرد.
- بالدوین کوک - در نقش‌های خردی چون گارسون، ساقی یا پلیس ظاهر شد.
- ریچارد کریمر - در نقش یک شرور یا حریف ترشرو و تهدیدکننده بازی می‌کرد.
- پیتر کوشینگ - پیش از آنکه مبدل به یک ستاره سینما شود، در ساده‌لوح در آکسفورد بازی کرد.
- بابی دان - در نقش یک میخانه‌چی لوچ، تلگراف‌رسان و همچنین یک دزد خوش‌مشرب در فروشگاه ظاهر شد.
- ادی دان - چندین نقش بازی کرد، به‌ویژه به عنوان راننده تاکسی پرخاشگر و دعوایی در فیلم من و رفیقم.
- آنیتا گاروین - در چندین فیلم آنان ظاهر شد و اغلب نقش «خانم لورل» را داشت.
- بیلی گیلبرت - در بسیاری از فیلم‌های آنها بازی کرد به‌ویژه در نقش خارجی گزافه‌گو و پر فیس و افاده در فیلم‌های کله‌پوک‌ها و جعبه موسیقی.
- جین هارلو - در آغاز حرفهٔ بازیگری خود، نقش کوچکی در فیلم هورا هورا و دو فیلم صامت دیگر آنان داشت.
- آرتور هاوسمن - چندین مرتبه در نقش یک مرد مست بامزه ظاهر شد.
- ایزابل کیث - تنها هنرپیشه زنی بود که هر دو نقش زن لورل و زن هاردی را به ترتیب در فیلم‌های روز عالی و بزرگ باش! ایفا نمود.
- والتر لانگ - نقش شرورهای عبوس، پُرمو و اصلاح‌نکرده و خطرناک را بازی کرد.
- سام لافکین - در چند فیلم و معمولاً در نقش پلیس یا رانندهٔ تراموا ظاهر شد.
- چارلز میدلتون - در چندین فیلم و معمولاً در نقش یک رقیب بدخلق و تندخو بازی کرد.
- جیمز سی. مورتون - در نقش میخانه‌چی یا پلیس دلخور و به‌ستوه آمده بازی کرد.
- ویوین اوکلند - در فیلم‌های صامت اولیه لورل و هاردی بازی کرد و بعدها در فیلم‌های ناطقی چون زود گمشید بیرون! و به‌سوی غرب هم نقش‌آفرینی کرد.
- بلانش پیسون - در چندین فیلم کوتاه صدادار، از جمله همسر پُرابهت و ترسناک هاردی در همدست حضور داشت.
- دافنی پولارد - در نقش همسر کوچک‌اندام اما هراس‌آور هاردی بازی کرد.
- وایولا ریچارد - در چندین فیلم صامت اولیه ظاهر شد، که معروف‌ترین نقش‌آفرینی او، بازی در نقش دختر غارنشین زیبا در فیل‌های پرنده بود.
- چارلی راجرز - بازیگر و نویسندهٔ شوخی‌ها و صحنه‌های کمدی فیلم‌ها بود و در چندین نقش هم بازی کرد.
- اِلینور وَندِرویر - در نقش بیوهٔ سالخورده و پولدار، یک بانوی باکلاس و سطحِ بالای جامعه یا یک مهمان شیک‌پوش و اعیانی در مهمانی‌های فیلم ظاهر شد.

### موسیقی
تم مشخصه و معروف فیلم‌های این دو، که با نام‌های مختلف «آواز فاخته»، «کو-کو» یا «رقص فاخته‌ها» شناخته می‌شود، توسط مدیر و رهبر موسیقی استودیوهای روچ، ماروین هتلی، به‌عنوان صدای «اعلان رأس ساعت» برای شبکهٔ رادیویی «کی‌اف‌وی‌دی» ساخته شده بود که ایستگاه رادیویی مخصوص استودیو روچ بود. لورل آهنگ را در این شبکهٔ رادیویی شنید و از ماروین هتلی پرسید که آیا اجازه دارند از آن به عنوان آهنگ تم لورل و هاردی استفاده کنند. تم اصلی اولیه که توسط دو کلارینت در سال ۱۹۳۰ ضبط شده بود، دوباره با یک ارکستر کامل در سال ۱۹۳۵ ضبط و بازنوازی شد. مجموعه‌ای از آهنگ‌های فیلم‌های آن‌ها با عنوان «مسیر کاج تنها»، در سال ۱۹۷۵ منتشر شد. آهنگ اصلی این آلبوم به‌عنوان یک تک‌آهنگ در بریتانیا منتشر شد و به رتبه دوم جدول دست یافت.

## اثرگذاری و میراث فرهنگی-هنری

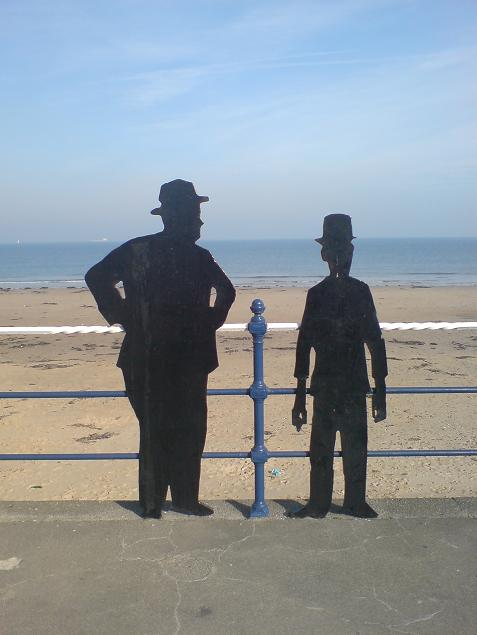
پیکره‌های سایه‌نما از این زوج هنری در ردکار، انگلستان

تأثیر لورل و هاردی بر طیف گستره‌ای از سبک کمدی و ژانرهای دیگر قابل توجه بوده‌است. لو کاستلو از زوج هنری مشهور ابوت و کاستلو گفت: «آنها خنده‌دارترین زوج کمدی تمام دوران بودند» و افزود: «بیشتر منتقدان و صاحب‌نظران سینما در طول سال‌های متمادی با این ارزیابی موافق بوده‌اند.» نویسندگان و هنرمندان و بازیگرانی گوناگونی چون ساموئل بکت، جری لوئیس، پیتر سلرز، مارسل مارسو، استیو مارتین، جان کلیز، هارولد پینتر، الک گینس، جی. دی. سالینجر، رنه ماگریت، کرت وانه‌گت و چندی دیگر خود را به‌لحاظ هنری وامدار لورل و هاردی می‌دانند. لورل و هاردی با شروع از دهه ۱۹۶۰ و با پخش مستمر آثارشان (به ویژه فیلم‌های کوتاه‌شان)، تأثیر مستمری بر نسل‌های آتی کمدین‌ها گذاشته‌اند

### شکوفایی و رواج مجدد پس از مرگ و فرهنگ عامه
از دهه ۱۹۳۰، آثار لورل و هاردی بارها و بارها بر پرده سینما، صفحهٔ تلویزیون (به ویژه تلویزیون عمومی و کابلی)، فیلم‌های خانگی ۱۶ و ۸ میلی‌متری، مجموعه‌های فیلم بلند گلچین‌شده و ویدیوهای خانگی عرضه شده‌اند. پس از مرگ استن لورل در سال ۱۹۶۵، در دوفیلم به این زوج هنری ادای احترام شده‌است: «لورل و هاردی و کمدی‌های کوتاه دههٔ ۲۰» که مجموعه‌ای از فیلم‌های صامت آنهاست که رابرت یانگسون جمع‌آوری کرد و کمدی بزن‌بکوب مسابقه بزرگ که ادای احترام کارگردان مشهور آمریکایی بلیک ادواردز به این زوج هنری بود و به «آقای لورل» و «آقای هاردی» تقدیم شد. طی سالیان دراز، نقش این دو توسط جیم مک جُرج (در نقش لورل) و چاک مک‌کان (در نقش هاردی) در برنامه‌های تلویزیونی کودکان و تبلیغات تلویزیونی محصولات گوناگون تقلید و بازآفرینی شد.
نسخه‌های رنگی آزاد و متعددی از فیلم‌های بلند و کوتاه لورل و هاردی توسط برخی از استودیوهای فیلم‌سازی بازتولید شده‌اند. اگرچه نتایج رنگی‌کردن این فیلم‌ها، مورد بحث و اختلاف نظر بوده، اما بسیاری از فیلم‌های محبوب این زوج کمدی در حال حاضر فقط در نسخه‌های رنگی‌شده موجود هستند. فرایند رنگی‌سازی معمولاً بر وضوح تصویر تأثیر می‌گذارد، در نتیجه بر حسب منبع اولیه استفاده‌شده، برخی از صحنه‌ها تغییر داده شده یا حذف گردیدند. فیلم همدست آنها، اولین فیلمی بود که رنگی شد و توسط شرکت کالوریزیشن که یکی از زیرمجموعه‌های استودیوهای هال روچ است، در سال ۱۹۸۳ منتشر شد. فرایند رنگی‌کردن برای استودیو موفقیت‌آمیز بود واین فیلم به همراه نسخه رنگی فیلم جعبه موسیقی به صورت ویدیوی در سال ۱۹۸۶ منتشر شد.

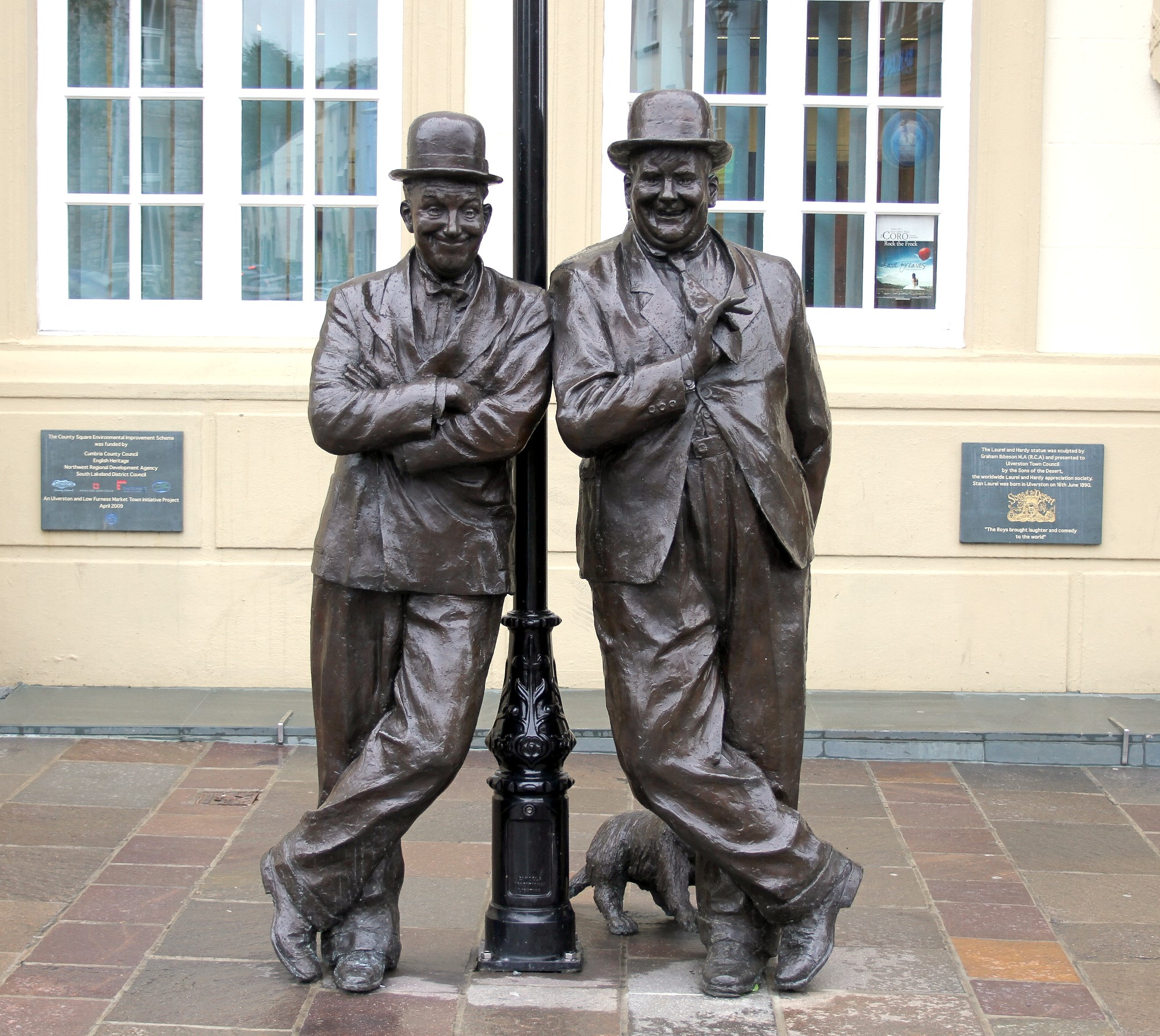
مجسمهٔ استن لورل و اولیور هاردی بیرون کورونیشن هال، اولرستون، کامبریا، انگلستان (زادگاه استن لورل).

سه موزه برای لورل و هاردی وجود دارد. یکی در زادگاه لورل، اولرستون بریتانیا و دیگری در زادگاه هاردی، هارلم، جورجیا در ایالات متحده آمریکا واقع شده‌است. سومین موزه هم در زولینگن آلمان قرار دارد. موریس سنداک در کتاب مشهور کودکان خود در آشپزخانه شب که در سال ۱۹۷۰ برنده جایزه شد، سه چهره یکسان از اولیور هاردی را به عنوان نانواهایی که کیک‌هایی را برای صبحانه آماده می‌کنند نشان داد. این اثر به عنوان یکی از نمونه‌های «تصویرسازی تفسیری» در نظر گرفته می‌شود که در آن کمدین‌ها به دوران کودکی نویسنده بازمی‌گردند. سنداک دوران کودکی و نوجوانی خود را اینگونه توصیف کرد که در سالن‌های سینما می‌نشست و محو تماشای کمدی‌های لورل و هاردی می‌شد.</ref> بیتلز برای جلد آلبوم ۱۹۶۷ خود گروه کلوپ بی‌کسان گروهبان فلفل بریده‌ای از تصویر سر آنان را در میان عکس هنرمندان مشهور دیگر قرار دارد. یک نظرسنجی در سال ۲۰۰۵ از کمدین‌های و صاحب‌نظران کمدی جهت انتخاب ۵۰ کمدین برتر در یک مستند تلویزیونی به نام «کمدین کمدین‌ها» که از کانال ۴ بریتانیا پخش شد، لورل و هاردی به عنوان هفتمین هنرمندان برتر کمدی تاریخ سینما و همچنین «برترین زوج کمدی» انتخاب شدند.
سرگرمی‌ساز و تاجر آمریکایی لری هارمون ادعای حق مالکیت هرگونه تصویر و مجسمه را از لورل و هاردی را داشت و اسباب بازی‌ها و کتاب‌های رنگ آمیزی فراوانی از لورل و هاردی منتشر کرد. او همچنین در سال ۱۹۶۶ با همکاری هانا باربرا مجموعه ای از کارتون‌های لورل و هاردی را تولید کرد. یک نسخهٔ کارتونی از لورل و هاردی تولیدشده توسط خودش به عنوان بازیگر مهمان در یک قسمت از فیلم‌های جدید اسکوبی دو در سال ۱۹۷۲ ظاهر شدند. در سال ۱۹۹۹، لری هارمون یک کمدی زنده اکشن با عنوان ماجراهای کاملاً جدید لورل و هاردی: برای عشق یا مومیایی تولید کرد. بازیگران آمریکایی برانسون پینچوت و گایلارد سارتاین در نقش برادرزاده‌های لورل و هاردی به نام‌های «استنلی تینئوس لورل» و «اولیور فاتئوس هاردی» ظاهر شدند.
زوج کمدی هندی «غوری و دیکسیت» را لقب «لورل و هاردی هند» داده بودند. در سال ۲۰۱۱ ایستگاه تلویزیونی آلمانی/فرانسوی آرته با همکاری شبکهٔ زد د اف آلمان مستند ۹۰ دقیقه‌ای «لورل و هاردی: زندگی و جادوی آنها» را تولید و منتشر کرد. این فیلم توسط فیلمساز آلمانی «آندریاس بائوم» نوشته و کارگردانی شده و شامل بسیاری از کلیپ‌های قدیمی فیلم، عکس‌های کمیاب و منتشرنشده، مصاحبه با خانواده، طرفداران، دوستان، همکاران نمایشی و فیلم‌های تازه بازیابی شده بود. دختر لورل «لوئیز لورل هاوز» دربارهٔ این فیلم گفت: «بهترین فیلم مستندی بود که تاکنون دربارهٔ لورل و هاردی دیده بودم!» همچنین یک نسخهٔ «تدوین کارگردان» با زمان ۱۰۵ دقیقه به همراه ۷۰ دقیقه محتوای فوق‌العادهٔ اضافی بر روی دی‌وی‌دی منتشر شد.

## انجمن پاسداشت و قدردانی
انجمن رسمی پاسداشت لورل و هاردی پسران صحرا است که نامش را از یک انجمن خیالی برادری در فیلمی به همین نام (۱۹۳۳) می‌گیرد. این انجمن در سال ۱۹۶۵ در شهر نیویورک توسط زندگینامه‌نویس رسمی لورل و هاردی جان مک‌کیب، و با همیاری اورسن بین، ال کیلگور، چاک مک‌کان و جان مونیسینو به عنوان اعضای مؤسس و با تأیید و مجوز استن لورل بنیان نهاده شد. این گروه از زمان آغاز به کار، بیش از ۱۵۰ شعبه از سازمان را در سراسر آمریکای شمالی، اروپا و استرالیا تشکیل داده‌است. یک مستند سینمایی برندهٔ جایزه امی دربارهٔ این انجمن تحت عنوان «انتقام پسران صحرا»، در قالب بخشی از «مجموعه لورل و هاردی، جلد اول» منتشر شده‌است.

## گرداگرد جهان
لورل و هاردی در سرتاسر جهان محبوب هستند اما در کشورها و زبان‌های مختلف، با نام‌های متفاوتی شناخته می‌شوند:
| کشور                                   | لقب/نام رایج                                                     |
| -------------------------------------- | ---------------------------------------------------------------- |
| لهستان                                 | "Flip i Flap" ("فلیپ و فلاپ")                                    |
| آلمان                                  | "Dick und Doof" ("چاق و خنگ")                                    |
| برزیل                                  | "O Gordo e o Magro" ("چاق و لاغر")                               |
| سوئد                                   | "Helan och Halvan" ("کامل و نصفه")                               |
| نروژ                                   | "Helan og Halvan" ("کامل و نصفه")                                |
| کشورهای اسپانیایی‌زبان                  | "El Gordo y el Flaco" ("چاق و لاغر")                             |
| ایتالیا                                | "Stanlio e Ollio" همچنین تا اوایل دههٔ ۱۹۷۰ میلادی: "کریک و کروک" |
| مجارستان                               | "Stan és Pan" ("استن و پن")                                      |
| رومانی                                 | "Stan și Bran" ("استن و بران")                                   |
| هلند و بخش فلاندر بلژیک                | "Laurel en Hardy"، "استن و اُلی"، "دیکه و دونه" ("چاق و لاغر")    |
| دانمارک                                | "Gøg og Gokke" ("معادل حدودی‌اش می‌شود: حواس‌پرت و خودنما")         |
| پرتغال                                 | "O Bucha e o Estica" ("چاق و لاغر")                              |
| کرواسی، صربستان، بوسنی و مقدونیهٔ شمالی | "استالیونو و اولیو" (سیریلیک: Станлио и Олио)                    |
| اسلوونی                                | "Stan in Olio" ("استن و اولیو")                                  |
| یونان                                  | "Hondros kai Lignos" (Χοντρός και Λιγνός) ("چاق و لاغر")         |
| هند (ماراتی)                           | "जाड्या आणि रड्या" ("خیکی و نق‌نقو")                                    |
| هند (پنجابی)                           | "Moota Paatla" (لورل و هاردی) ("چاق و لاغر")                     |
| فنلاند                                 | Ohukainen ja Paksukainen ("لاغر و تپل")                          |
| ایسلند                                 | "Steini og Olli"                                                 |
| اسرائیل                                | "השמן והרזה" ("ha-Shamen ve ha-Raze"، "چاق و لاغر")              |
| ویتنام (جنوبی)                         | "Mập – Ốm" ("چاق و لاغر")                                        |
| کره جنوبی                              | "뚱뚱이와 홀쭉이" ("چاق و لاغر")                                 |
| مالت                                   | "L-Oħxon u l-Irqiq" ("چاق و لاغر")                               |
| تایلند                                 | "อ้วนผอมจอมยุ่ง" ("چاق و لاغر دست‌وپاچلفتی")                         |

## فیلم زندگی‌نامه‌ای
در سال ۲۰۱۸، یک فیلم زندگی‌نامه‌ای با نام استن و اُلی به کارگردانی جان اس. برد و با بازی استیو کوگان در نقش استن و جان سی ریلی در نقش الیور منتشر شد و تور هنری آنها در بریتان و ایرلند را در سال ۱۹۵۳ به تصویر کشید. این فیلم نقدهای مثبتی از سوی منتقدان دریافت کرد و به امتیاز ۹۴ درصد در وبگاه راتن تومیتوز دست یافت. رایلی و کوگان بابت نقش‌آفرینی خود به ترتیب دریافت نامزد جایزه گلدن گلوب و بفتا شدند.

## فیلم‌شناسی‌ها
- فیلم‌شناسی لورل و هاردی
- فیلم‌شناسی اولیور هاردی
- فیلم‌شناسی استن لورل